# Bancourt British Cemetery
Le Bancourt British Cemetery (cimetière britannique de Bancourt) est un cimetière militaire de la Première Guerre mondiale, situé sur le territoire de la commune de Bancourt, dans le département du Pas-de-Calais, au sud d'Arras.

## Localisation
Ce cimetière est situé à 500 m à l'est du village en face du cimetière communal.

## Histoire

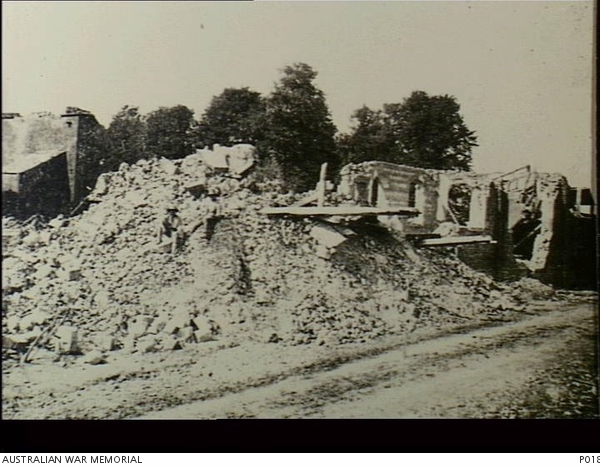
Ruines du village de Bancourt en 1918 (photo Armée australienne).

Le village de Bancourt est occupé par les forces du Commonwealth en mars 1917 lors du retrait des troupes allemandes sur la ligne Hindenburg. Il est perdu un an plus tard lors de l'offensive allemande au printemps 1918. Il est repris définitivement par les troupes néo-zélandaises (en particulier le 2e bataillon d'Auckland) le 30 août 1918.
Le cimetière a été commencé par la division néo-zélandaise en septembre 1918 pour inhumer les victimes des violents combats pour la reconquête du secteur. Il a été considérablement agrandi après l'armistice avec le regroupement de corps de nombreux cimetières provisoires des alentours.

Le cimetière britannique de Bancourt comporte maintenant 2 482 sépultures et commémorations de la Première Guerre mondiale, dont 1 462 ne sont pas identifiées.

## Caractéristiques
Ce vaste cimetière a un plan trapézoïdal  de 120 m sur 50. Il est clos par un muret de briques et une haie d'arbustes.
Le cimetière a été conçu par Sir Edwin Lutyens.

## Galerie

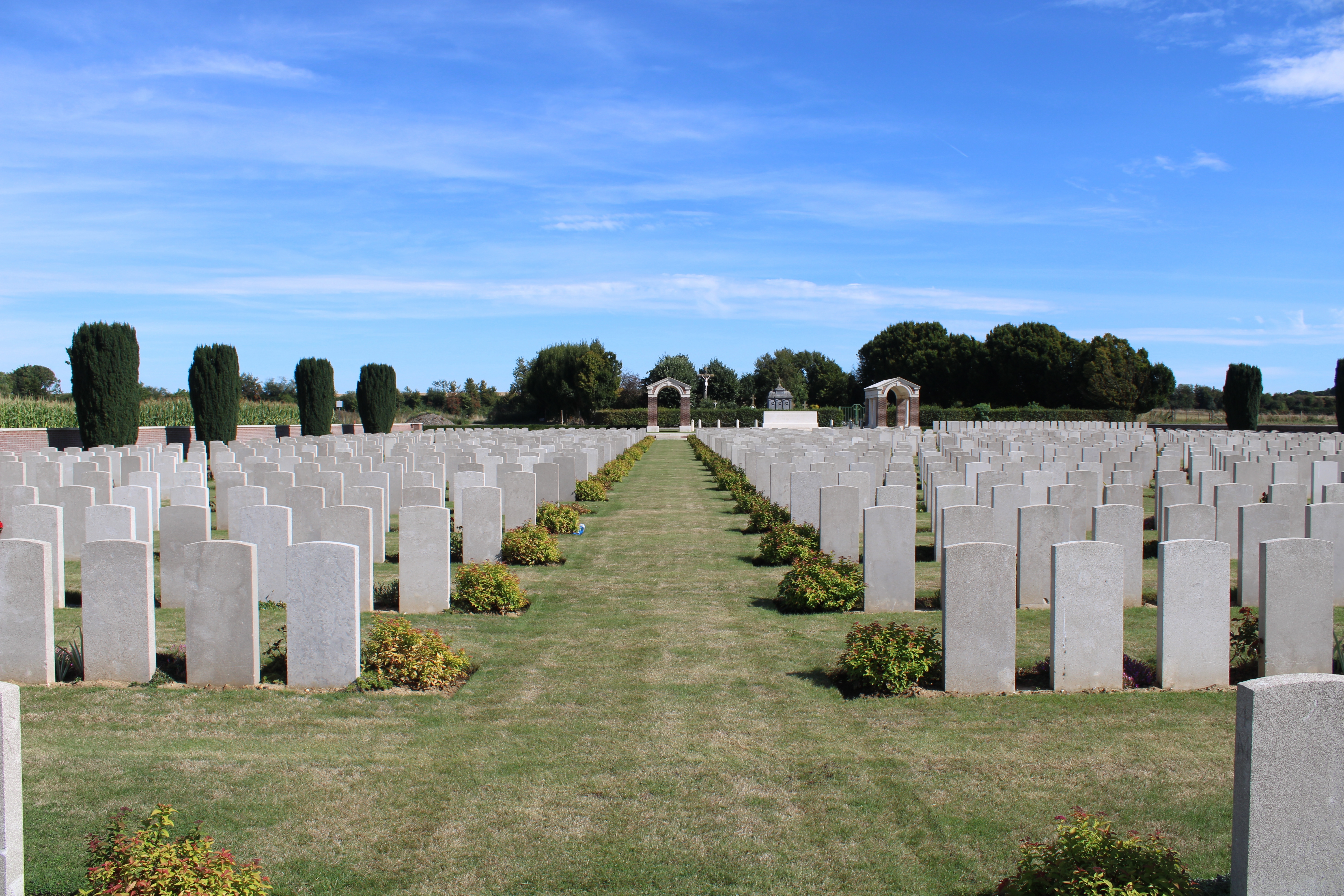
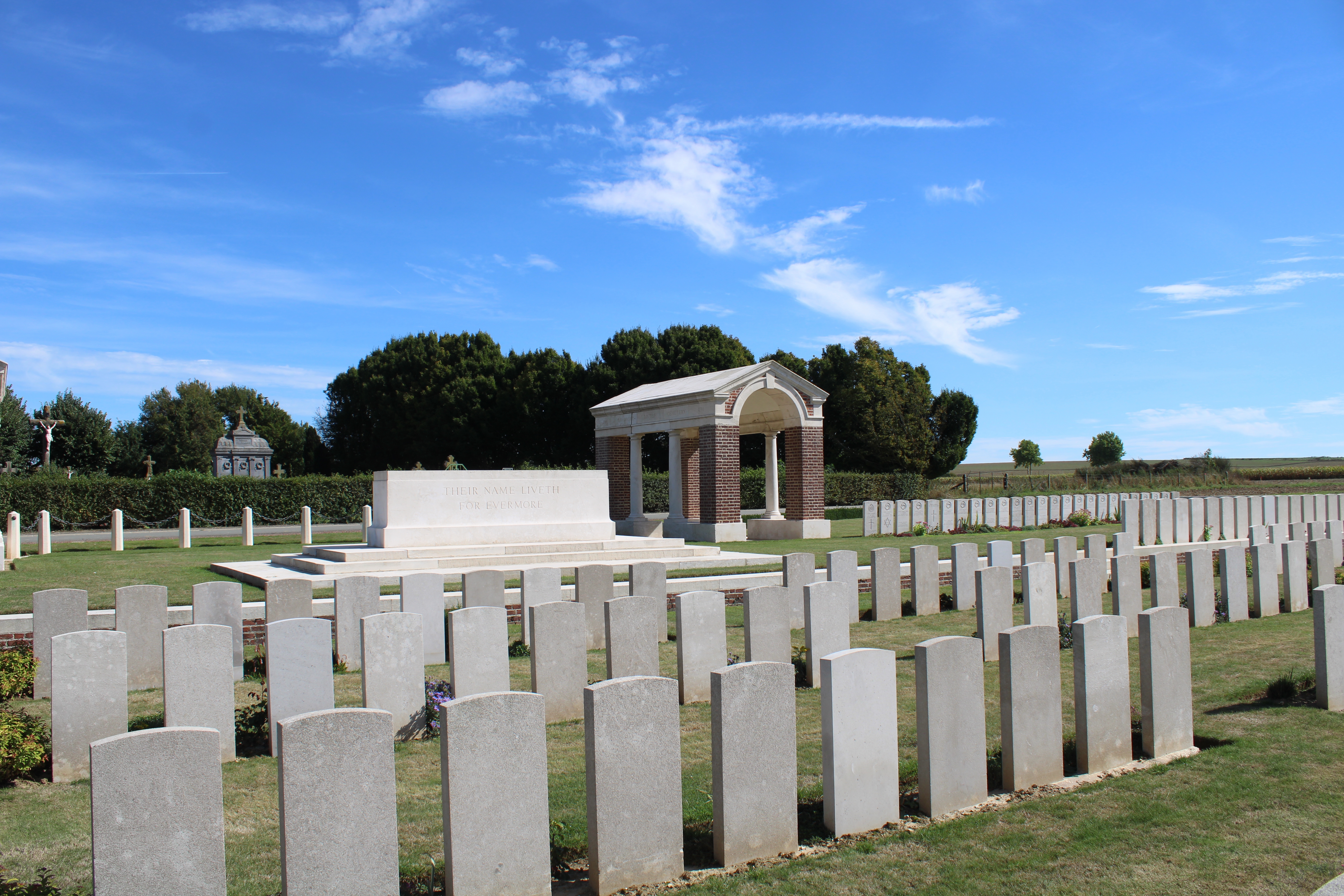
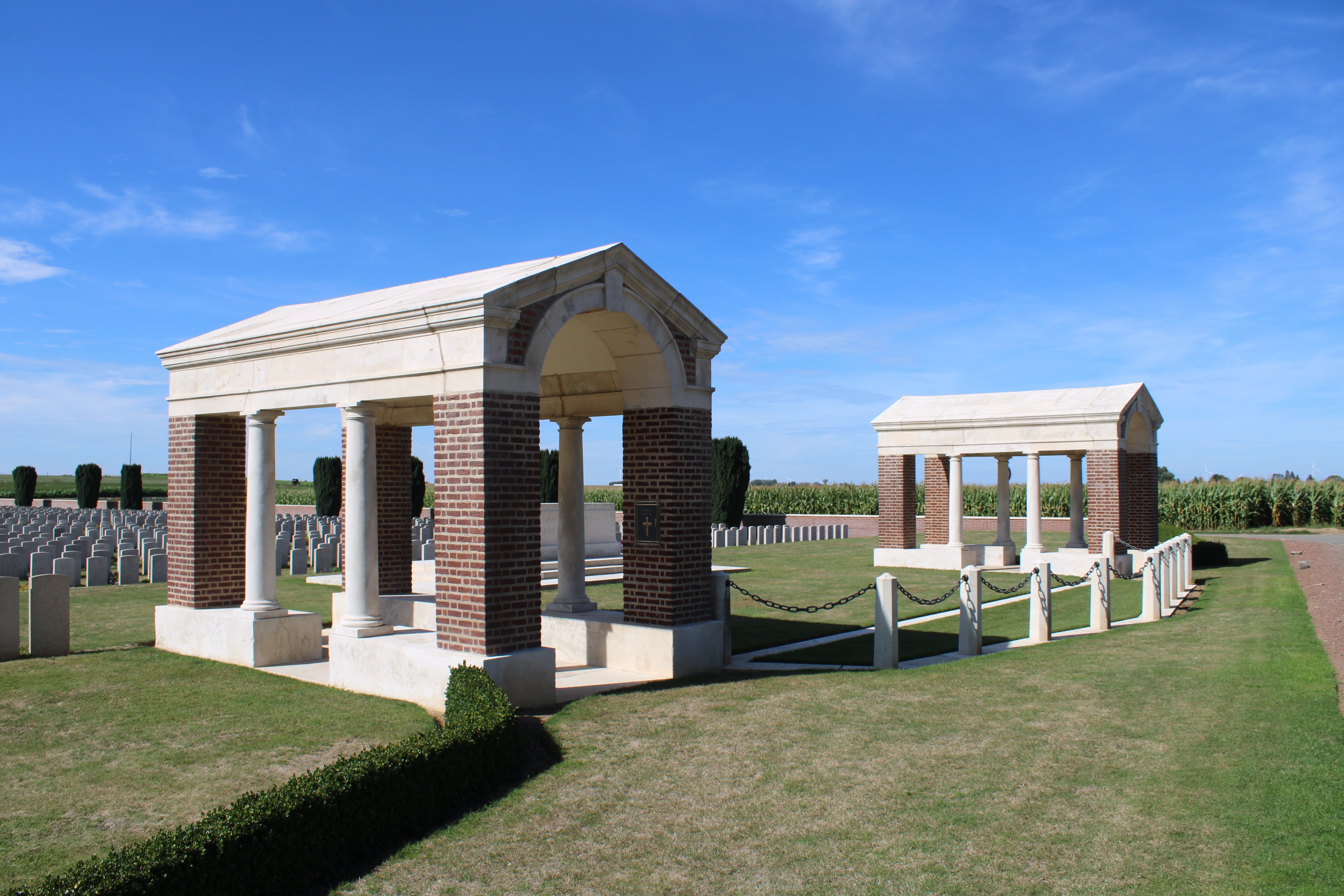
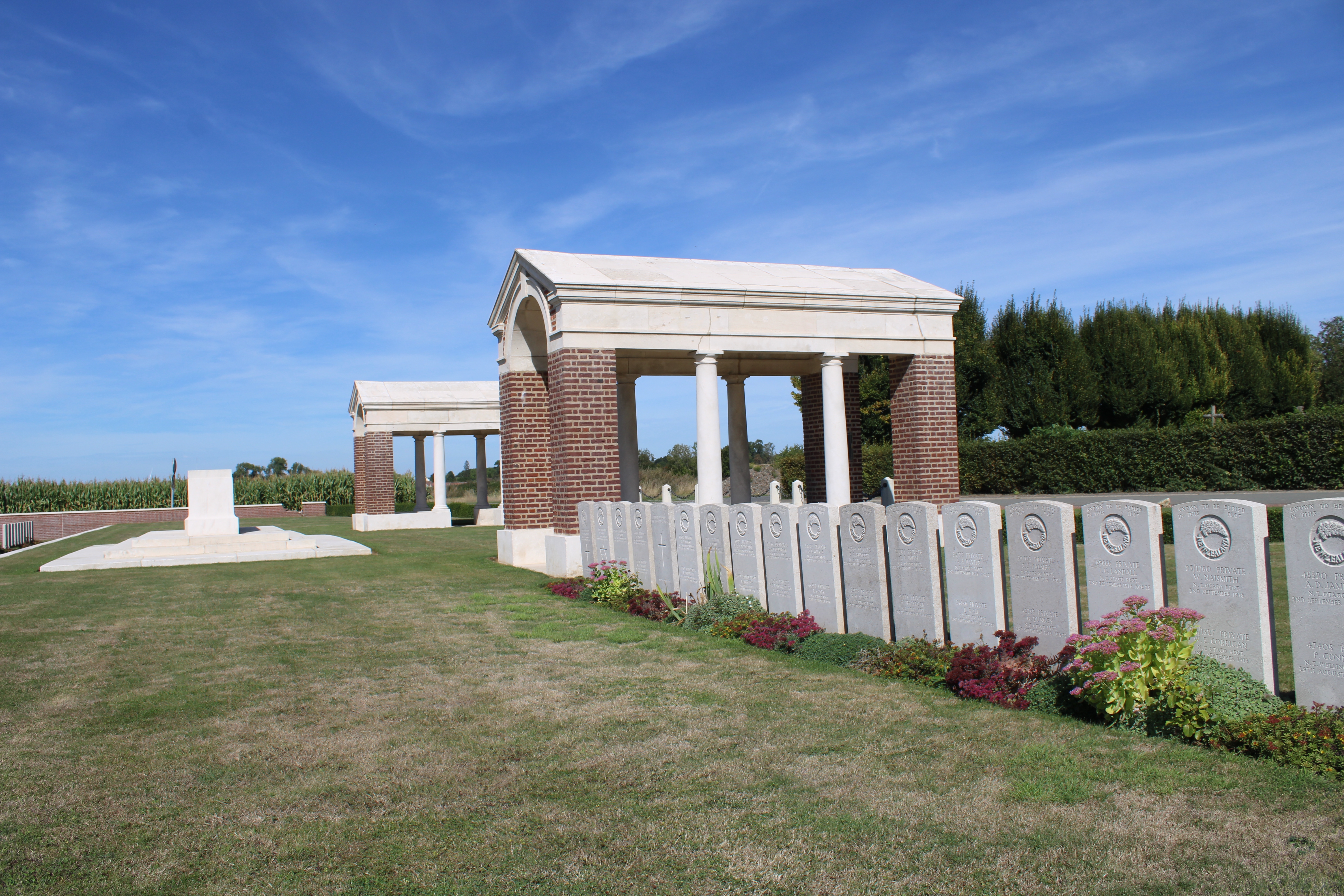
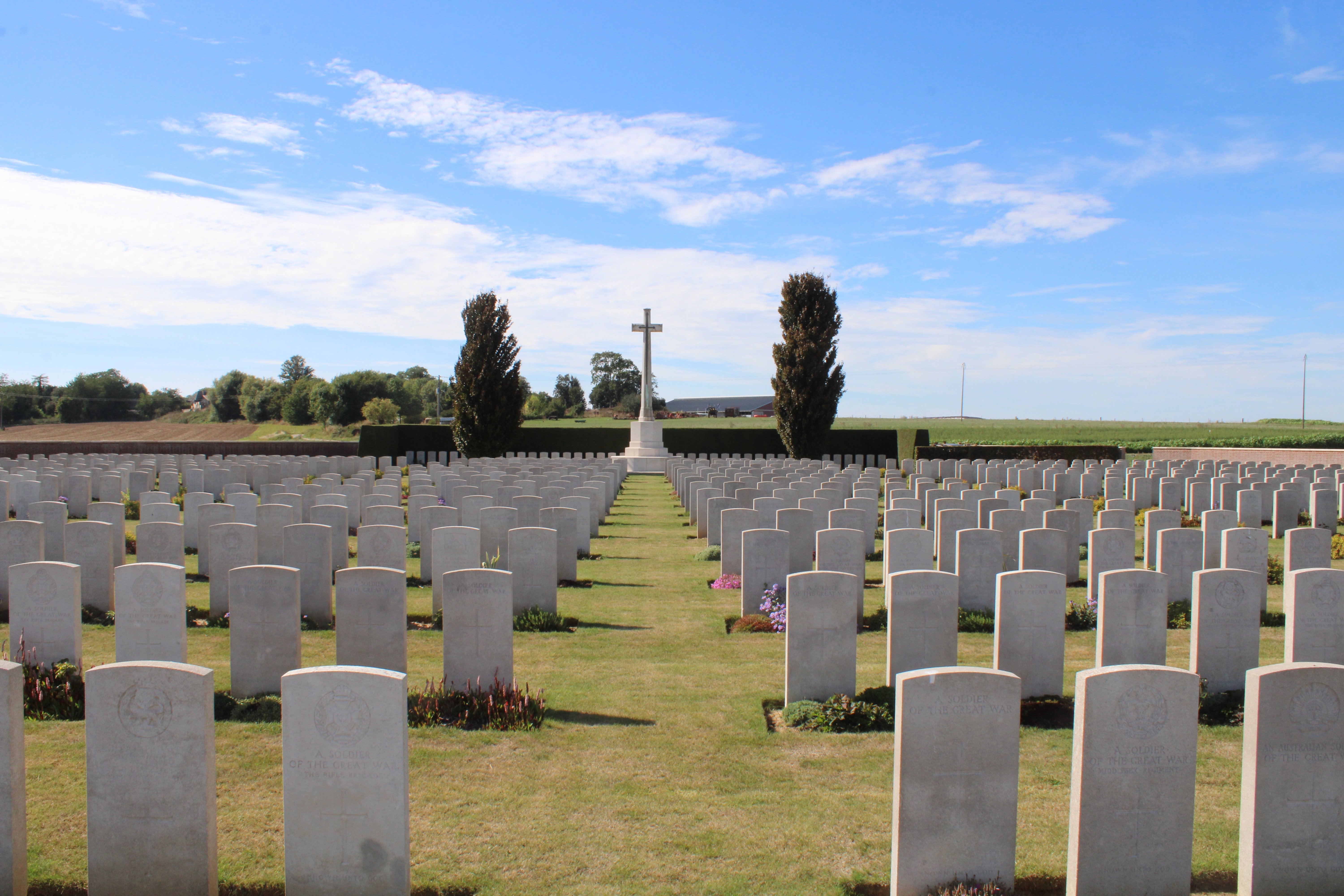
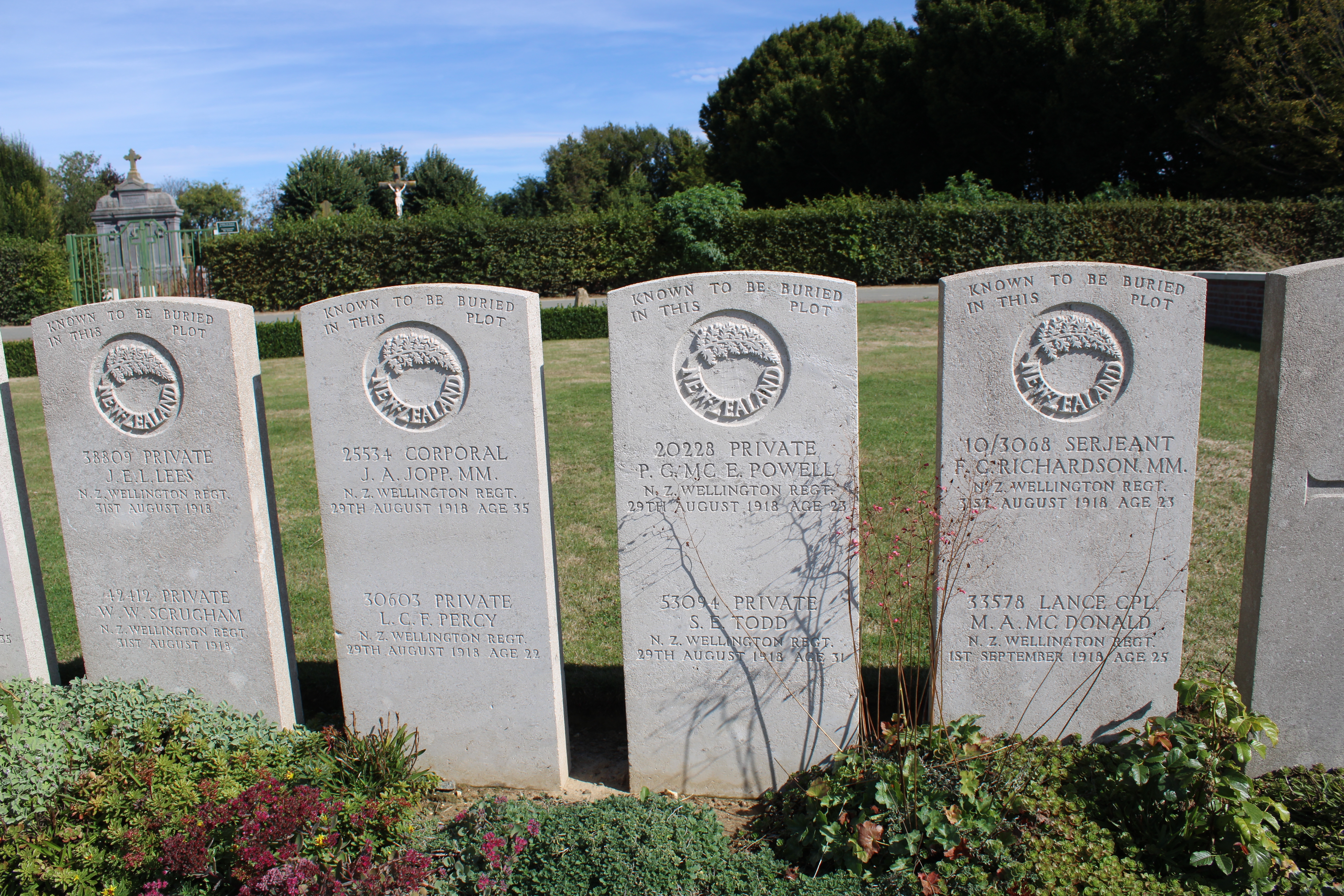
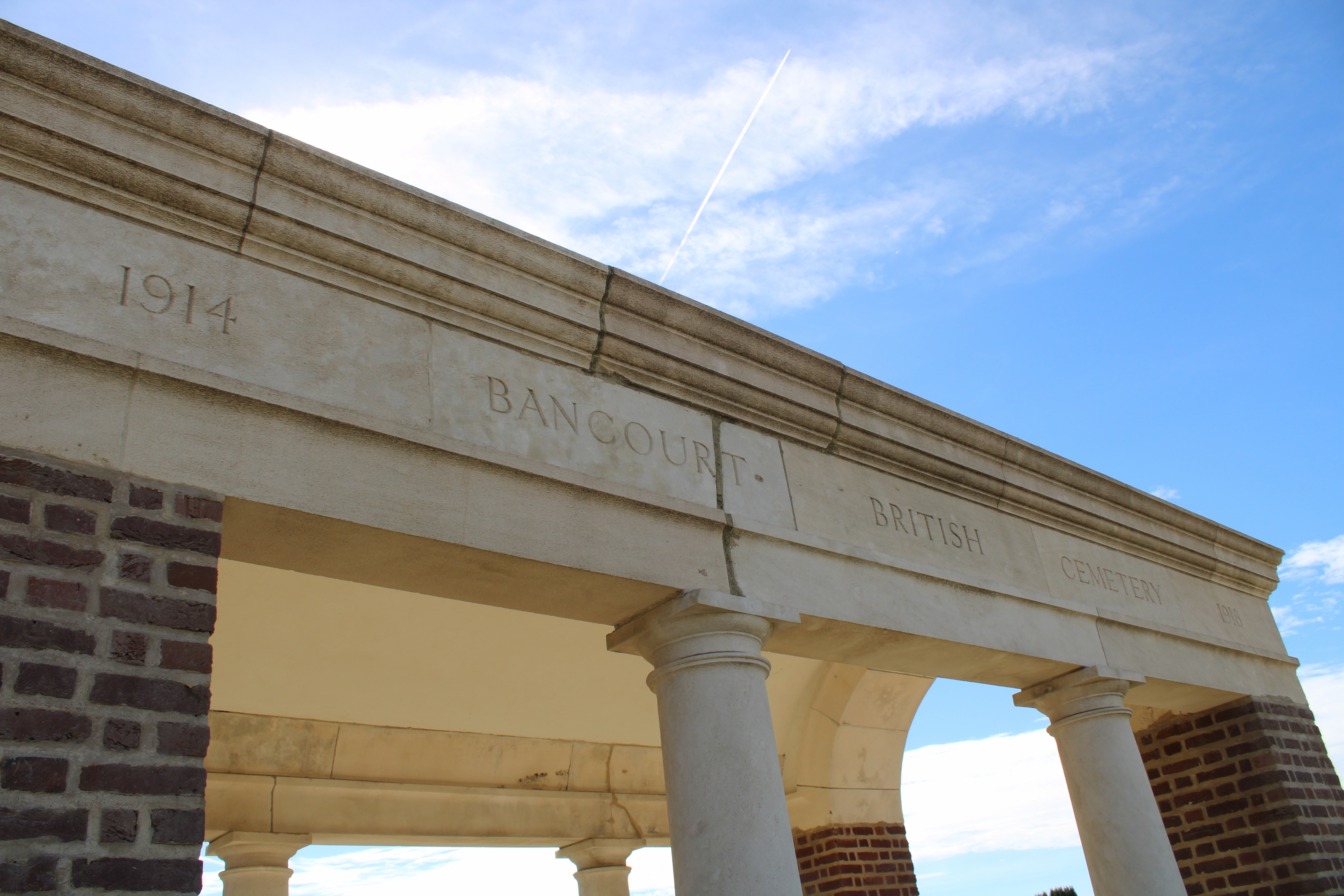

## Sépultures
| Pays             | Sépultures |
| ---------------- | ---------- |
| Royaume-Uni      | 2 042      |
| Australie        | 250        |
| Canada           | 13         |
| Nouvelle-Zélande | 177        |
| Total            | 2 482      |

## Pour approfondir